# Richie Ginther
Paul Richard "Richie" Ginther (5 de agosto de 1930 – 20 de setembro de 1989) foi um automobilista estadunidense
Obteve a primeira vitória da equipe Honda.

## Resultados

### 24 Horas de Le Mans
| Ano  | Equipe                     | Veículo            | Co-piloto          | Posição            | Nota                |
| ---- | -------------------------- | ------------------ | ------------------ | ------------------ | ------------------- |
| 1957 | Equipe Los Amigos          | Ferrari 500TRC     | François Picard    | DNF                | Bomba de água       |
| 1960 | Scuderia Ferrari SpA       | Ferrari 250TR/60   | Willy Mairesse     | DNF                | Caixa de engrenagem |
| 1961 | Scuderia Ferrari SpA       | Ferrari Dino 246SP | Wolfgang von Trips | DNF                | Pane seca           |
| 1962 | David Brown Racing Dept.   | Aston Martin DP212 | Graham Hill        | DNF                | Óleo                |
| 1963 | Owen Racing Organisation   | Rover-B.R.M.       | Graham Hill        | Não Completou, 13º | Não avaliado        |
| 1964 | Ford Motor Company         | Ford GT40          | Masten Gregory     | DNF                | Caixa de engrenagem |
| 1966 | North American Racing Team | Ferrari 330P3      | Pedro Rodríguez    | DNF                | Caixa de engrenagem |